# Talang Beliung
Talang Beliung is een bestuurslaag in het regentschap Muara Enim van de provincie Zuid-Sumatra, Indonesië. Talang Beliung telt 540 inwoners (volkstelling 2010).